# Club Atlético Ciclón
Il Club Atlético Ciclón è una società calcistica boliviana di Tarija, fondata il 21 settembre 1951.

## Storia
In seguito alla sua fondazione prese parte al campionato del Dipartimento di Tarija. Grazie alla vittoria in Copa Simón Bolívar nel 1984 partecipò per la prima volta alla Liga del Fútbol Profesional Boliviano l'anno successivo: in tale stagione si posizionò al tredicesimo posto su 15 squadre. Nei primi anni in massima serie si mantenne nella seconda metà della classifica; nel 1990 riuscì per la prima volta a passare il turno preliminare, avendo raggiunto il primo posto nel gruppo C della prima fase del secondo torneo. Anche nel torneo del 1993 riuscì a guadagnarsi l'accesso alla seconda fase, ma ancora una volta non proseguì oltre. Nel campionato 1995 retrocesse in seconda serie, venendo sconfitto per 8-7 ai tiri di rigore dal Blooming nello spareggio. Nel 2006 chiuse al secondo posto in Copa Simón Bolívar, ed ebbe pertanto accesso allo spareggio con il Club Destroyers, penultimo in LFPB: per il Ciclón fu decisiva la sconfitta in casa per 2-1. Anche nel 2009 il club di Tarija andò vicino al ritorno in massima serie; questa volta fu il Wilstermann a sconfiggerlo.

## Palmarès

### Competizioni nazionali
- Campionato di Tarija: 8

1998, 1999, 2000, 2001, 2006, 2008, 2009, 2010
- Copa Simón Bolívar: 1

1984
- Liga Nacional B: 1

2014-2015

### Altri piazzamenti
- Liga Nacional B:

Terzo posto: 2012-2013